# Whitmore
Whitmore es una parroquia civil y un pueblo del distrito de Newcastle-under-Lyme, en el condado de Staffordshire (Inglaterra).
También véase fnf

## Geografía
Según la Oficina Nacional de Estadística británica, Whitmore tiene una superficie de 20,62 km².

## Demografía
Según el censo de 2001, Whitmore tenía 1520 habitantes (47,57% varones, 52,43% mujeres) y una densidad de población de 73,71 hab/km². El 17,96% eran menores de 16 años, el 73,95% tenían entre 16 y 74, y el 8,09% eran mayores de 74. La media de edad era de 43,55 años. Del total de habitantes con 16 o más años, el 16,04% estaban solteros, el 71,29% casados, y el 12,67% divorciados o viudos.
Según su grupo étnico, el 97,56% de los habitantes eran blancos, el 0,53% mestizos, el 1,58% asiáticos, y el 0,33% chinos. La mayor parte (96,12%) eran originarios del Reino Unido. El resto de países europeos englobaban al 1,25% de la población, mientras que el 2,63% había nacido en cualquier otro lugar. El cristianismo era profesado por el 86,27%, el budismo por el 0,2%, el hinduismo por el 0,33%, el judaísmo por el 0,2%, el islam por el 1,18%, el sijismo por el 0,33%, y cualquier otra religión por el 0,26%. El 6,96% no eran religiosos y el 4,27% no marcaron ninguna opción en el censo.
Había 631 hogares con residentes, 16 vacíos, y 4 eran alojamientos vacacionales o segundas residencias.